# Paul Pierce
Paul Anthony Pierce (Oakland, 13 de outubro de 1977) é um ex-jogador profissional de basquetebol estadunidense que atuava na NBA.
Em 1998, após se destacar no basquetebol universitário de Kansas, Pierce foi a 10ª escolha do NBA Draft após ser selecionado pelo Boston Celtics, equipe que defendeu por 15 anos de sua carreira. Em julho de 2013, foi incluído em uma troca - ao lado dos companheiros Kevin Garnett e Jason Terry - que o mandou para atuar no Brooklyn Nets. No início da temporada seguinte, assinou com o Washington Wizards. Se aposentou em 2017 pelo Los Angeles Clippers.
Foi, durante muitos anos, a principal referência do Celtics. Seus desempenhos na cidade de Boston o levaram para o NBA All-Star Game em dez oportunidades, além de quatro presenças no Time do Ano da NBA. Em 2008, ao lado de Ray Allen e Kevin Garnett, levou o Boston Celtics ao título da NBA, após 22 anos de jejum. Na ocasião, a equipe de Massachussetts venceu o Los Angeles Lakers de Kobe Bryant e Phil Jackson, e Pierce foi eleito o Most Valuable Player (MVP) das finais. Dois anos depois, levou novamente sua equipe à decisão com o título da Conferência Leste sobre o Orlando Magic.
Em novembro de 2010, em confronto contra o Milwaukee Bucks, Paul Pierce entrou para um seleto grupo de jogadores - John Havlicek e Larry Bird - a atingir a marca de 20 mil pontos em temporadas regulares com a camisa do Boston Celtics. Ficou conhecido por The Truth, apelido inventado por Shaquille O'Neal.

## High School
Paul Pierce nasceu e cresceu na cidade de Oakland, na Califórnia. No entanto, seu vínculo com o basquetebol se iniciou na cidade de Inglewood, entrando para Inglewood High School. Após se destacar em sua equipe, Pierce participou do McDonald's All-American Game, um evento que reúne as grandes promessas do basquetebol estadunidense, ao lado de Kevin Garnett, Vince Carter, Stephon Marbury e Antawn Jamison, futuras estrelas da NBA. No confronto, Pierce anotou 28 pontos. No Slam Dunk Contest, o campeonato de enterradas, perdeu para Carter. Por influência californiana, Pierce era fã e sonhava em atuar pelo Los Angeles Lakers, que em sua infância, na década de 1980, dominou o cenário mundial do basquetebol. Isso foi ressaltado na coluna de Fábio Sormani, publicada em 31 de maio de 2008 em seu blog.
Em 31 de janeiro de 2012, Pierce foi homenageado no 35º aniversário do McDonald's All-American Game ao ter seu nome ilustrado como um dos 35 maiores jogadores da história do evento. A lista também conta com Michael Jordan, Magic Johnson, LeBron James e Kobe Bryant.

## NCAA
Após o High School, Pierce deu início à sua carreira universitária (National Collegiate Athletic Association) pela Universidade de Kansas, atuando pelo Kansas Jayhawks. Na primeira temporada, aos 19 anos, obteve médias de 11.9 pontos, 5.3 rebotes e 1.8 assistências. Seus desempenhos foram emergentes. Na temporada seguinte, suas médias foram para 16.3 pontos, 6.8 rebotes e 2.1 assistências. Na terceira e última, 20.4 pontos, 6.7 rebotes e 2.6 assistências. Em seu período por Kansas, foi comandado por Roy Williams e companheiro de equipe de Jacque Vaughn, ex-assistente técnico de Gregg Popovich no San Antonio Spurs e ex-técnico do Orlando Magic.
Sua performance em Kansas resultou no aposento da camisa 34 da equipe; uma forma comum de homenagear grandes jogadores nos esportes dos Estados Unidos.
| Ano      | Equipe   | PJ  | PT  | MPJ  | AP   | 3P   | LL   | RT  | AS  | BR  | TO  | PPJ  |
| -------- | -------- | --- | --- | ---- | ---- | ---- | ---- | --- | --- | --- | --- | ---- |
| 1995-96  | Jayhawks | 34  | 34  | 25.4 | .419 | .304 | .606 | 5.3 | 1.8 | 1.3 | 0.8 | 11.9 |
| 1996-97  | Jayhawks | 36  | 36  | 28.1 | .488 | .465 | .717 | 6.8 | 2.1 | 1.7 | 0.8 | 16.3 |
| 1997-98  | Jayhawks | 38  | 38  | -    | .513 | .339 | .738 | 6.7 | 2.6 | 1.1 | 1.1 | 20.4 |
| Carreira |          | 108 | 108 | 26.8 | .481 | .335 | .697 | 6.3 | 2.2 | 1.4 | 0.9 | 16.4 |

## NBA

### Boston Celtics (1998-2013)

#### Início de carreira (1998-2002)
No draft da NBA de 1998, realizado no dia 24 de junho, no General Motors Place, em Vancouver, Paul Pierce foi a 10ª escolha, selecionado pelo Boston Celtics.
Sua estreia na NBA, no entanto, ocorreu meses mais tarde - devido à crise financeira na liga norte-americana - no dia 5 de fevereiro de 1999, contra o Toronto Raptors. Naquela ocasião, Pierce marcou 19 pontos, pegou 9 rebotes e distribuiu 5 assistências. No entanto, seu desempenho não foi suficiente para evitar a derrota por 103 a 92. Nos onze confrontos seguintes, Pierce manteve boas médias de pontuação, sempre acima de 10. No final da temporada, Pierce foi nomeado para o melhor time calouro do ano, ao lado de Vince Carter, Jason Williams, Mike Bibby e Matt Harpring, após médias de 16.5 pontos, 6.4 rebotes e 2.4 assistências.
Após a sua primeira temporada na NBA, ficou claro para o Celtics de que Paul Pierce era a peça-chave para que a franquia pudesse voltar a almejar títulos. Sua habilidade nos arremessos, sua capacidade de liderança e de decidir jogos foram muito cobiçadas por outras equipes, que buscavam o atrair através de planejamentos mais promissores, o elevando ao status de estrela da Conferência Leste. Ao lado de Antoine Walker, foi fundamental na campanha que levou o Celtics aos Playoffs na temporada da NBA de 2001-02, após sete anos. Naquela oportunidade, Pierce foi até as finais de Conferência, mas acabou derrotado pelo New Jersey Nets em seis confrontos. Em 2006, após ter o seu nome envolvido em diversos rumores, teve seu contrato renovado por Danny Ainge e garantindo a permanência por mais três temporadas. No período, Pierce receberia aproximadamente 59 milhões de dólares.

#### Lesão e temporadas fora dos Playoffs (2003-2007)

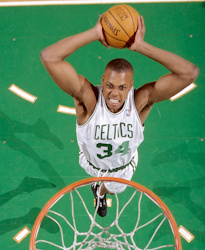
Paul Pierce em ação pelo Boston Celtics, em janeiro de 2000.

Durante a temporada 2005-06 da NBA, Paul Pierce teve o maior aproveitamento da liga entre os 30 melhores pontuadores, demonstrando toda a sua eficiência e consistência. No dia 8 de março de 2006, Paul Pierce estendeu outro recorde a seu favor ao anotar mais de 30 pontos em oito partidas consecutivas. Em 7 de março, escreveu um memorável capítulo em sua história com o Celtics ao fazer um buzzer-beater - tradicional cesta no "estouro" do cronômetro - diante do Washington Wizards. Na noite seguinte, em duelo contra o Philadelphia 76ers, Pierce foi decisivo mais uma vez, o que elevou a sua condição de clutch player, termo designado a jogadores que costumam decidir uma partida.
Na temporada seguinte, sua ausência foi sentida pelo Boston Celtics. Em meio a uma lesão que o permitiu disputar apenas 47 partidas da temporada regular, o Boston Celtics terminou o ano com a segunda pior campanha entre as 30 franquias: 24 vitórias e 58 derrotas - não distante do Memphis Grizzlies, que triunfou em somente 22 oportunidades. Na época, o time treinado por Doc Rivers chegou a perder 18 partidas consecutivas.

#### Campeão da NBA e MVP das finais (2007-2008)
Após a frustrante campanha, Danny Ainge decidiu iniciar um promissor planejamento visando um título para o Boston Celtics. Para isso, montou pacotes para conseguir dois reforços de peso a Paul Pierce: Ray Allen, ala-armador do Seattle SuperSonics, e Kevin Garnett, ala-pivô do Minnesota Timberwolves. Antes da temporada 2007-08 da NBA, Pierce expressou grande entusiasmo com as aquisições e com a chance de disputar o título como um dos grandes favoritos. Sua dedicação foi traduzida em perda de peso e promessa de fundamentos defensivos.

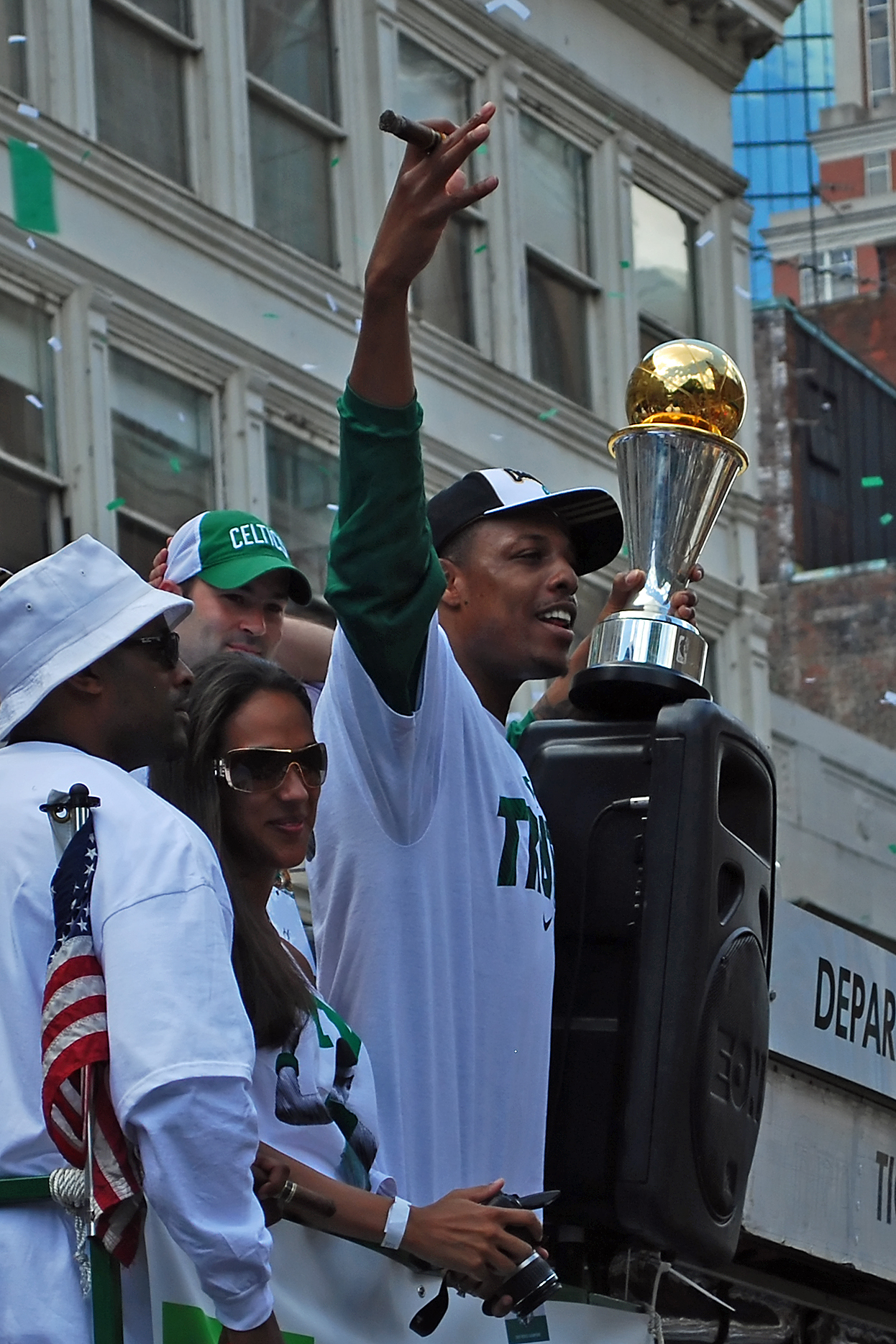
Pierce com o prêmio de MVP das finais na comemoração do título da NBA, em 2008.

Na temporada regular daquele ano, Pierce e seus companheiros conduziram o Boston Celtics na melhor campanha entre as 30 franquias: 66 vitórias e 16 derrotas. Em 28 de abril de 2008, Pierce foi multado pela NBA em 25 mil dólares por um suposto gesto ameaçador, após cair no chão e hostilizar o pivô do Atlanta Hawks, Al Horford, durante a primeira fase dos Playoffs, vencida pelo Celtics em 7 jogos. De acordo com fontes, os gestos de Pierce seriam sinais referentes a uma gangue. No entanto, Danny Ainge afirmou que o ala repete comumente o gesto e que o mesmo é um símbolo utilizado pelos jogadores do Celtics.Court gesture no joke: League hands fine to Paul Pierce Pierce, por sua vez, se defendeu ao negar o significado atribuído pela mídia e alegar que a sua fundação está comprometida em ajudar a juventude urbana a manter distância das gangues.
No dia 18 de maio de 2008, nas semifinais da Conferência Leste, contra o Cleveland Cavaliers de LeBron James, Pierce registrou o segundo maior número de pontos na história da franquia em um jogo 7 ao marcar 41 pontos e recolocar o alvi-verde em uma final de Conferência, após seis anos. No dia 30 de maio de 2008, Pierce foi fundamental no jogo 6 da final da Conferência Leste. Além de quebrar o mando de quadra do Detroit Pistons - equipe de Rasheed Wallace, Chauncey Billups, Richard Hamilton e Tayshaun Prince - com 27 pontos e 8 rebotes, levou o Celtics a uma final de NBA, o que não ocorria desde 1987, quando o time ainda era liderado por Larry Bird, Kevin McHale e Robert Parish.
Em 5 de junho de 2008, no primeiro jogo das finais da NBA contra o Los Angeles Lakers, Pierce foi ferido no terceiro quarto e levado às pressas para fora da quadra. Em primeiro momento, preocupou a todos. Porém, retornou ao jogo logo em seguida, para euforia do torcedor do Celtics e ainda anotou 15 pontos no mesmo período. o Celtics venceu o confronto realizado no TD Banknorth Garden por 98 a 88. A partir de então, ele passou a liderar o Celtics. Após mais um triunfo em Boston e a derrota no jogo 3, em Los Angeles, Pierce dificultou a situação de seu adversário ao quebrar o mando de quadra no jogo 4. Após um primeiro quarto de absoluto domínio do Lakers, liderado por Kobe Bryant, Pierce chamou a responsabilidade para a reação e levou o Celtics a uma vitória do título. Ele marcou 20 pontos, distribuiu 7 assistências e foi eleito o jogador da partida.
A série foi decidida no jogo 6, em Boston, no dia 17 de junho de 2008. O Boston Celtics aplicou incríveis 131 pontos contra 92 do adversário e garantiu o seu 17° título. Pierce anotou 17 pontos e pegou 10 rebotes; Foi eleito, durante a premiação, o MVP das finais, título entregue ao melhor jogador da final.
Pouco tempo depois de ganhar o campeonato, Pierce foi questionado: "Será Kobe (Bryant) realmente o melhor jogador do planeta?" Pierce respondeu:
| “ | “Eu não acho que Kobe seja o melhor jogador. Eu sou o melhor jogador. Há uma linha que separa confiantes de vaidosos. Eu não cruzo essa linha, mas tenho muita confiança em eu mesmo.” | ” |

##### Desempenho de Pierce nas finais da NBA (2008)
| PD     | Data/Local do confronto                 | MIN   | FG%  | 3P%   | FT%  | REB | ASS | STE | BLK | PTS  |
| ------ | --------------------------------------- | ----- | ---- | ----- | ---- | --- | --- | --- | --- | ---- |
| Jogo 1 | 5 de junho/TD Garden, Boston            | 31:04 | .700 | .750  | .714 | 4   | 2   | 1   | 0   | 22   |
| Jogo 2 | 8 de junho/TD Garden, Boston            | 41:28 | .563 | 1.000 | .857 | 4   | 8   | 1   | 1   | 28   |
| Jogo 3 | 10 de junho/Staples Center, Los Angeles | 31:34 | .143 | .000  | .667 | 6   | 3   | 1   | 0   | 6    |
| Jogo 4 | 12 de junho/Staples Center, Los Angeles | 42:10 | .462 | .000  | .889 | 4   | 7   | 1   | 1   | 20   |
| Jogo 5 | 15 de junho/Staples Center, Los Angeles | 47:58 | .455 | .333  | .842 | 6   | 8   | 1   | 0   | 38   |
| Jogo 6 | 17 de junho/TD Garden, Boston           | 38:35 | .308 | .286  | .875 | 3   | 10  | 2   | 0   | 17   |
| Total  | -                                       | 38.8  | .432 | .393  | .830 | 4.5 | 6.3 | 1.2 | 0.3 | 21.8 |

#### Anos seguintes (2009-2013)
No início da temporada seguinte (2008-09), Pierce e o Celtics buscavam garantir o bicampeonato da NBA. Presente em 81 jogos da temporada regular, Pierce foi o cestinha da equipe, com médias de 20.5 pontos por jogo. Ele foi nomeado para o NBA All-Star Game de 2009, disputado em Phoenix, e pela primeira vez na carreira esteve presente no segundo melhor time da liga. Apesar do sucesso, Pierce não contava com a ausência de Kevin Garnett, machucado, e o Celtics fora eliminado em 7 jogos pelo Orlando Magic de Dwight Howard.

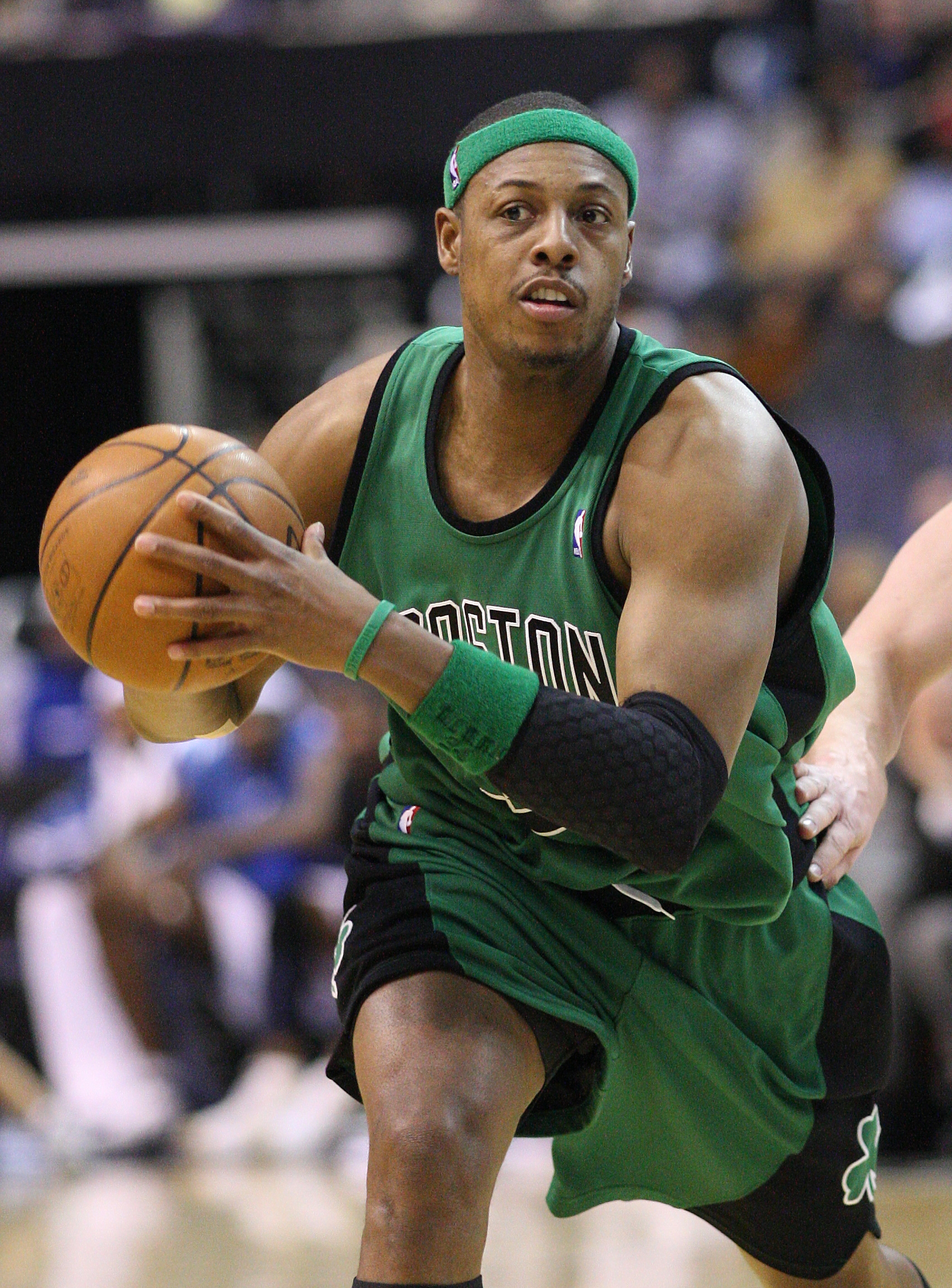
Paul Pierce atuando pelo Celtics.

No NBA All-Star Game de 2010, disputado em um estádio, o Cowboys Stadium, Paul Pierce se tornou o primeiro jogador do Celtics depois de Larry Bird a conquistar o Campeonato de Três Pontos do evento, após uma acirrada disputa com Chauncey Billups e Stephen Curry. Na temporada regular, o Celtics, que enfrentou problemas com lesões, terminou com a quarta melhor campanha da Conferência Leste. Nos Playoffs daquele ano, na primeira rodada, diante do Miami Heat de Dwyane Wade, Pierce fez a cesta decisiva no jogo 3, há poucos segundos do fim, quebrando o mando de quadra do time da Flórida e, em seguida, ajudando o Celtics a fechar aquela série em 5 jogos.
Na fase seguinte, Paul Pierce e o Celtics eliminaram o Cleveland Cavaliers de LeBron James e Shaquille O'Neal, apontado como o grande favorito ao título, por 4-2. O triunfo levou o alvi-verde de Boston à final da Conferência Leste, tendo como adversário o Orlando Magic. Com o elenco saudável, o Celtics vingou a eliminação da última temporada e Pierce conquistara, pela segunda vez em sua carreira, o título da Conferência Leste.
Na época, após abrir 2 a 0 e quebrar os mandos do Magic, Paul Pierce foi alvo de polêmica. O ala do Celtics cutucou o seu adversário no Twitter: "Alguém tem uma vassoura?". A expressão é comumente utilizada no basquete e se refere a um time que, geralmente, é eliminado da competição após não vencer um confronto da série. Na época, Pierce afirmou que a sua conta havia sido hackeada e a mensagem foi apagada. Porém, as atitudes do astro na Amway Arena sugerem o contrário. Ao sair de quadra, ele provocou os torcedores do Magic: "Vejo vocês no próximo ano!".
Nas finais da NBA, porém, Paul Pierce e o Celtics não foram capazes de levar mais um triunfo a Boston. Sua equipe chegou a abrir 3 a 2 na série, mas acabou derrotada nos dois jogos conseguintes em Los Angeles. Após quebrar o mando de quadra do adversário, no jogo 2, Pierce voltou a polemizar. Com a série empatada em 1 a 1 e três jogos consecutivos em casa, Pierce declarou, restando 1:12 para o fim do jogo: "Não voltaremos para LA!".
Em 29 de junho de 2010, Pierce optou por sair de seu contrato para se tornar um agente livre irrestrito em 1 de julho de 2010. No entanto, em 2 de julho, Pierce decidiu renovar seu vínculo com o Celtics por um período de quatro anos. Em 3 de novembro de 2010, durante o jogo contra o Milwaukee Bucks, Pierce chegou aos 20.000 pontos na carreira em um lance livre, tornando-se o terceiro jogador da história a chegar nessa marca sob o uniforme do Celtics. Na temporada regular daquele ano, o Celtics terminou com a terceira melhor campanha da Conferência Leste. Nos Playoffs, superou o New York Knicks de Carmelo Anthony, mas foi eliminado em 5 jogos pelo Miami Heat, recém formado pelo trio LeBron James, Dwyane Wade e Chris Bosh

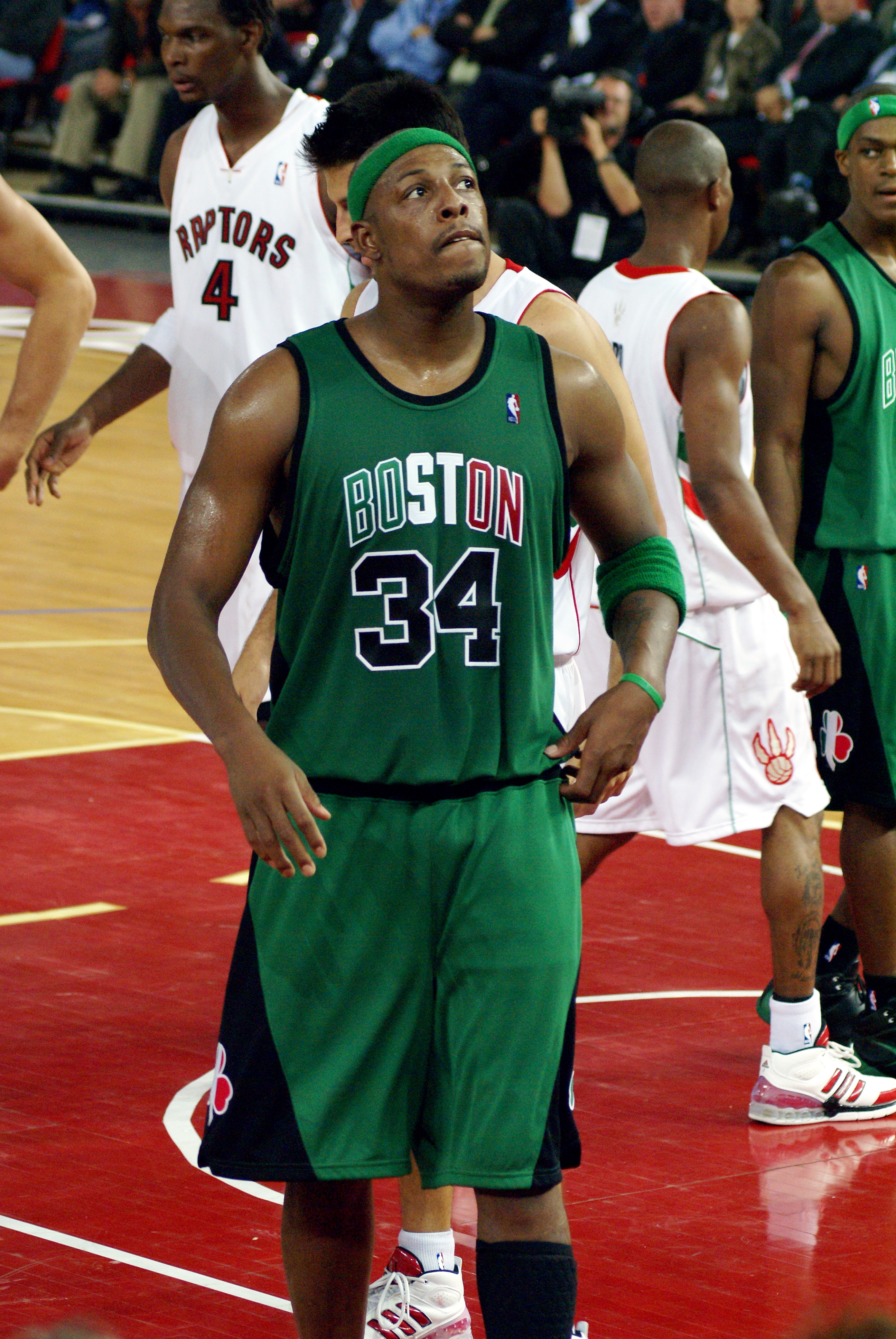
Pierce em confronto contra o Toronto Raptors, realizado na Itália.

Em 7 de fevereiro de 2012, as cestas de Pierce o fizeram quebrar mais um recorde individual. Em confronto da temporada regular contra o Charlotte Bobcats, The Truth anotou 15 pontos, o suficiente para passar Larry Bird e se tornar o 2º maior cestinha da história do Celtics. Dois dias depois, ele foi nomeado para disputar o décimo NBA All-Star Game de sua carreira, que fora realizado em Orlando. No dia 9 de março, contra o Portland Trail Blazers, Pierce entrou em quadra com a camisa do Celtics pela milésima vez, feito que só John Havlicek e Robert Parish haviam conseguido. Ao fim de uma temporada regular encurtada pelo locaute (greve da NBA), Pierce chegou à média de 19.4 pontos, 4.5 assistências e 5.2 rebotes por jogo com o Celtics e uma campanha de 39 vitórias e 27 derrotas, a melhor da Divisão do Atlântico. Chegando aos Playoffs, o Celtics venceu o Hawks em 6 jogos na primeira rodada, com Pierce chegando a médias de 21.2 pontos por jogo durante a série. Nas semifinais de Conferência, Pierce e o Celtics enfrentaram o Philadelphia 76ers, liderado por Doug Collins. A série chegou ao jogo 7, vencido pelo Celtics por 85-75. O resultado classificou Pierce para a 4ª final de Conferência Leste de sua carreira - 2002, 2008, 2010 e 2012. No reencontro com o Miami Heat, Pierce foi fundamental para abrir a vantagem da série em 3 a 2. No entanto, o Heat levou a série para o jogo 7 e avançou para as finais da NBA. Pierce terminou os Playoffs com média de 18.9 pontos por jogo.
Na temporada 2012-13, o início não saiu como planejado para o Celtics. O armador da equipe, Rajon Rondo, enfrentou problemas com lesões e acabou virando desfalque. O ala-armador Ray Allen deixou Boston e rumou para Miami, em busca de mais um título. Em 27 de janeiro de 2013, contra o Miami Heat, Pierce anotou o seu primeiro triplo-duplo na temporada: 17 pontos, 13 rebotes e 10 assistências. Em 10 de fevereiro de 2013, contra o Denver Nuggets, Pierce realizou mais um triplo duplo na temporada: 27 pontos, 14 rebotes e 14 assistências, tornando-se o jogador mais velho a fazer, pelo menos, 20 pontos, 12 rebotes e 12 assistências. O recorde pertencia justamente a outro ídolo do Celtics: Larry Bird. O terceiro triplo-duplo de Pierce na temporada ocorreu no dia 29 de março de 2013, contra o Atlanta Hawks: 20 pontos, 10 rebotes e 10 assistências. Chegando ao fim de mais uma temporada regular, Pierce acabou com médias de 18.6 pontos, 6.3 rebotes e 4.8 assistências por jogo. A campanha, no entanto, já não era mais empolgante: 41 vitórias e 40 derrotas (devido ao atentado na Maratona de Boston, o Celtics não disputou a 82ª partida), a 7ª melhor da Conferência Leste. Logo na primeira fase dos Playoffs, a equipe foi derrotada em 6 jogos pelo New York Knicks. Na série, Pierce obteve médias de 19.2 pontos por jogo, além de 26.8% nos arremessos de três pontos, 5.7 rebotes e 5.3 assistências.

### Brooklyn Nets (2013-2014)

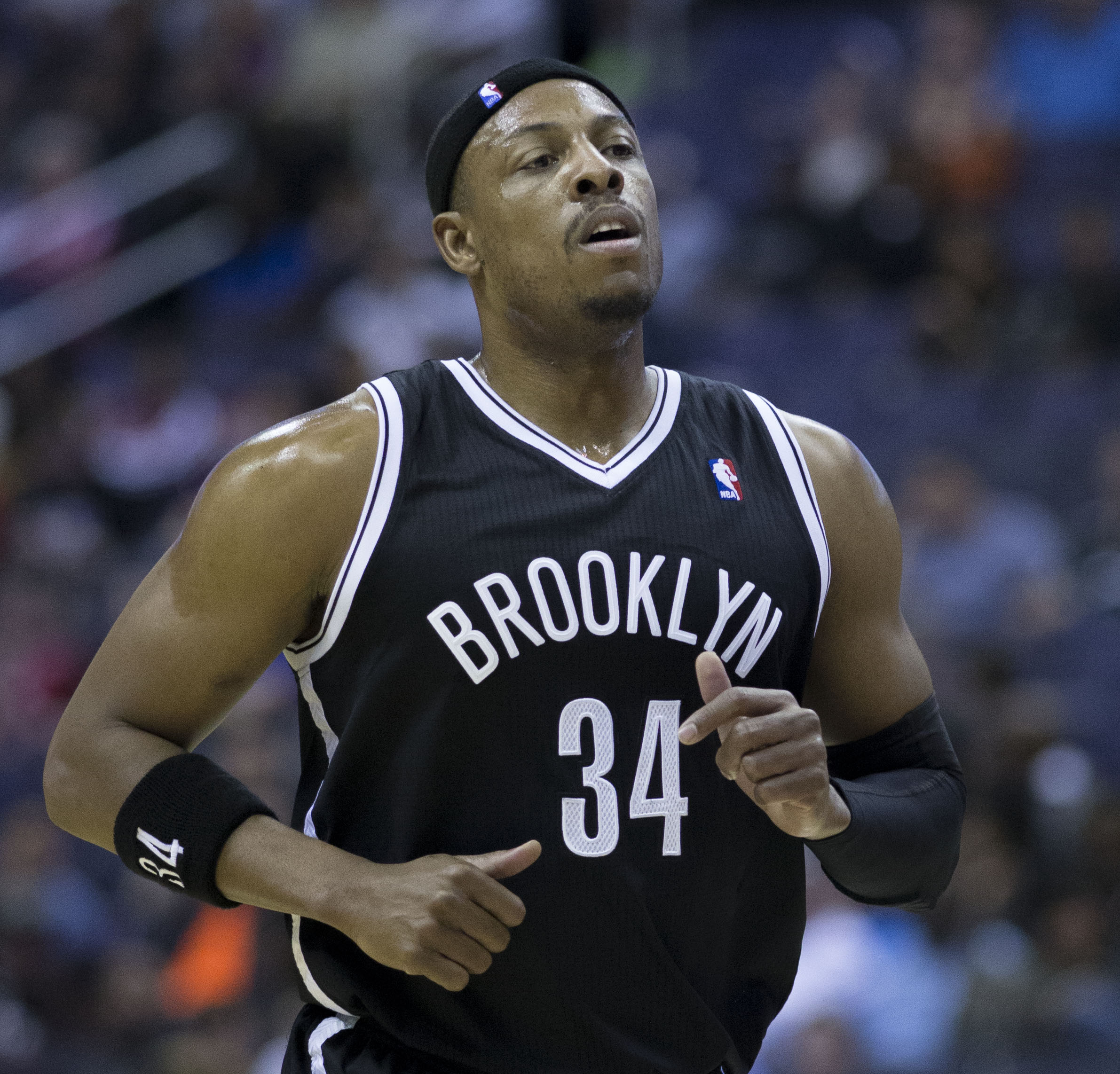
Paul Pierce no Brooklyn Nets.

Em 28 de junho de 2013, dia em que seria realizado o Draft da NBA, Boston Celtics e Brooklyn Nets chegaram a um acordo e realizaram uma troca envolvendo inúmeros jogadores - e escolhas de Draft; Entre eles, Paul Pierce, para a surpresa do torcedor do Boston Celtics. Em busca de uma renovação, a equipe de Massachussets ainda enviou o consagrado Kevin Garnett e o ala-armador Jason Terry a Nova Iorque, além de futuras escolhas para Drafts de 2014, 2016 e 2018. Em troca, Danny Ainge aceitou receber Kris Humphries, Gerald Wallace, Kris Joseph, MarShon Brooks, e Keith Bogans. No entanto, as tratativas só foram finalizadas em 12 de Julho. O Nets acabaria recebendo também D. J. White. Ao deixar o Boston Celtics, Pierce deixou também o seu legado como o terceiro jogador que mais atuou pelo Celtics e o segundo que mais pontuou.
Logo em sua primeira conferência de imprensa como jogador do Nets, Pierce, ao lado de de Garnett e Terry, declarou: "Nós fizemos um monte de dinheiro em nossas carreiras. Brooklyn nos dá, agora, uma grande oportunidade de buscar o campeonato". Com as contratações e as palavras positivas do trio, que agregaria um elenco que conta com Deron Williams, Joe Johnson e Brook Lopez, não faltou euforia em Brooklyn.
Apesar de um início decepcionante na temporada, Pierce mostrou toda a sua vitalidade aos 35 anos de idade. Após a lesão que tirou Brook Lopez da temporada, o técnico Jason Kidd utilizou Pierce em outras posições da quadra e, posteriormente, contribuiu defensivamente e ofensivamente ao Nets. Ele encerrou a temporada regular com médias de 13.5 pontos, 4.6 rebotes e 2.4 assistências em 75 jogos, nos quais 68 como titular. O dia 27 de janeiro de 2014 é considerado um dos dias mais emocionantes da carreira de Pierce. Pela primeira vez, The Truth voltaria a Boston após a troca no período de verão; A recepção dos torcedores do Celtics a Pierce e a Garnett foi calorosa e histórica. Após o jogo, vencido pelo Nets por 85 a 79, Pierce participou de uma conferência, onde reconheceu que atuar contra o Celtics foi o jogo mais difícil de sua carreira. Em seu perfil no Twitter, Pierce publicou uma mensagem de agradecimento ao carinho pelo inesquecível dia:
| “ | “Obrigado, Boston, por todo o amor demonstrado a mim e a KG (Kevin Garnett). Você me forneceu inúmeras memórias e eu sempre irei lhe amar.” | ” |

O pivô e ex-companheiro de Paul Pierce e Kevin Garnett, Kendrick Perkins, também se manifestou nas redes sociais, revelando estar emocionado e reforçando o merecimento da homenagem aos dois jogadores. Em 11 de abril, Pierce chegou à marca de 25.000 pontos na carreira.
Os Nets enfrentou o Toronto Raptors na primeira rodada dos playoffs de 2014, indo eles para derrotá-los em sete jogos com Pierce bloqueando o que poderia ter sido um jogo ganhando cesta por Kyle Lowry no jogo 7 para ganhar a série para o Nets. Na segunda rodada contra o Miami Heat, os Nets foram derrotados em cinco jogos, como Pierce média de 13,7 pontos por jogo durante a gravação de 46,5 por cento do campo e 35,8 por cento de três com mais de 12 jogos no total da eliminatória.

### Washington Wizards (2014-2015)
No dia 17 de julho de 2014, Pierce decidiu deixar o Nets para assinar contrato de duas temporadas com o Washington Wizards. Ficou estabelecido que o ala receberia ao longo do período um valor de 11 milhões de dólares. Ele se juntou ao armador John Wall e ao ala-armador Bradley Beal. Pierce confirmou o acerto com a equipe da capital norte-americana ao escrever "Obama, Wall, aí vou eu!".

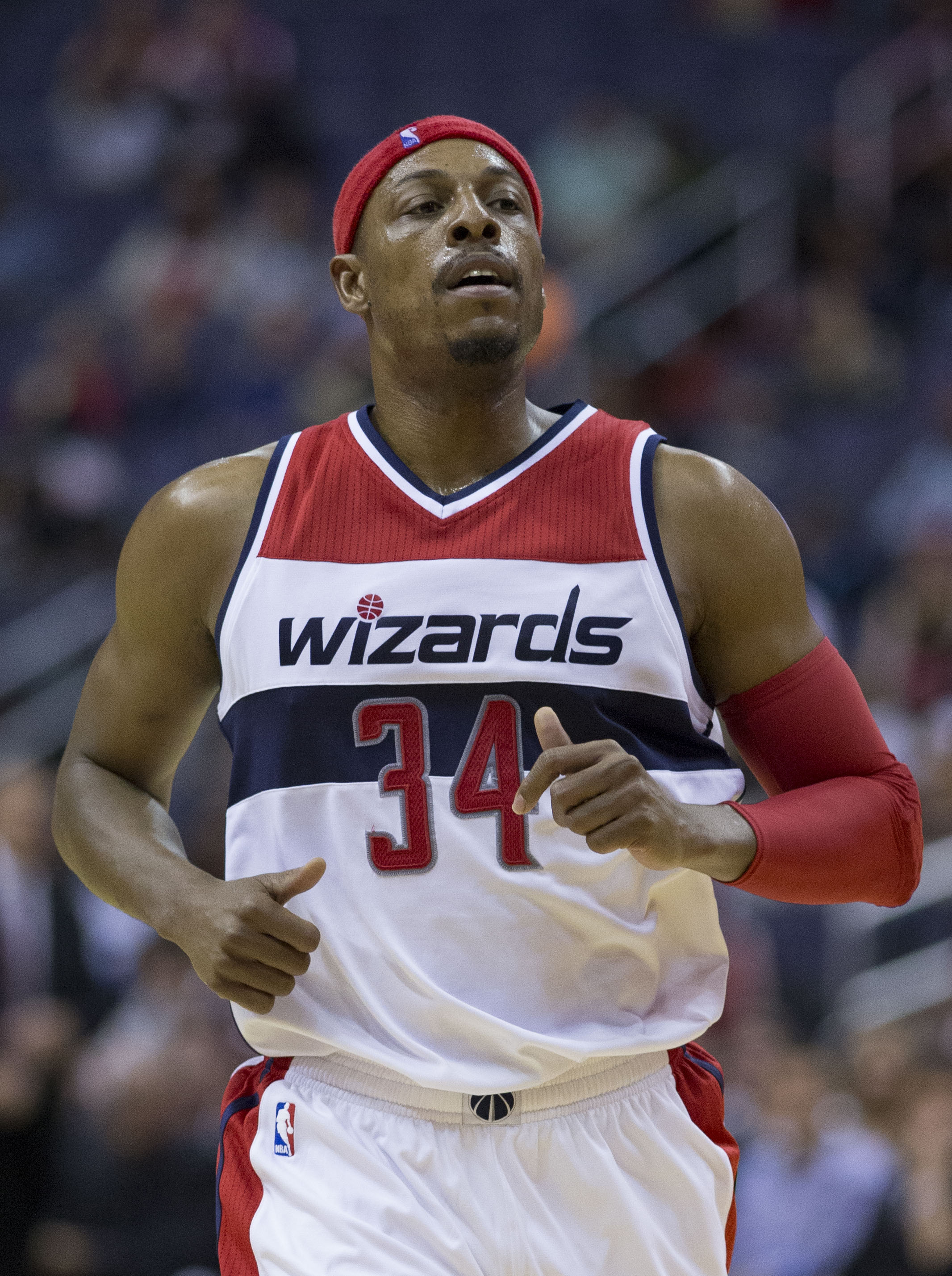
Paul Pierce no Washington Wizards.

Ao marcar 14 pontos no confronto contra o Atlanta Hawks, em 25 de novembro de 2014, Pierce passou Jerry West e se tornou o 17º maior cestinha da história da NBA. Duas semanas mais tarde, Pierce superou o ex-astro do Indiana Pacers, Reggie Miller, o que o levou para o 16º lugar entre os maiores pontuadores da história da liga. Em 14 de janeiro de 2015, Pierce ultrapassou Jason Kidd para se tornar o 4º maior jogador da liga em tiros de três pontos. O feito foi acompanhado de um triunfo sobre o Chicago Bulls, por 105 a 99. Onze dias depois, contra o Denver Nuggets, Pierce chegou a 2000 bolas de três pontos na carreira. O Wizards saiu vitorioso: 117 a 115. Em 2 de fevereiro, contra o Charlotte Hornets, Pierce marcou 11 pontos, o que o colocou na lista dos 15 maiores cestinhas da história da NBA, desbancando Alex English. Terminada a temporada regular, Pierce chegara a média de pontuação mais baixa de sua carreira: 11.9 por jogo.
Nos Playoffs, sua equipe entrara como uma das grandes favoritas ao título da Conferência Leste. Em 18 de abril de 2015, na estreia da fase decisiva da liga, Pierce foi o cestinha do Wizards na vitória por 93 a 86 contra o Raptors, iniciando a "varredura" da série. Na fase seguinte, contra o Hawks, time de melhor campanha da Conferência e liderado por Jeff Teague e Al Horford, Pierce decidiu uma das partidas com uma cesta nos segundos finais. No jogo 6, coube a Pierce e à sua capacidade de decisão a tentativa de prolongar a série. No entanto, acabou falhando e sua equipe foi eliminada. Pierce terminou os Playoffs com média de 14.6 pontos e 52.4% nos tiros de três pontos em 10 partidas disputadas.
Durante os Playoffs, seu companheiro de equipe, John Wall, exaltou o impacto de Pierce ao Washington Wizards. Para o armador, frequente all-star da Conferência Leste, Pierce é muito influente, além de ser um exemplo de liderança, de esforço diário e que, como jogador, evoluiu muito desde sua chegada.
| “ | “A forma como Paul fala comigo nos últimos minutos de jogo, o incentivo que ele passa nessas horas e as orientações para gastar o tempo com inteligência, ajuda a te tornar um líder melhor. É neste ponto que sinto ter amadurecido mais com sua presença aqui: a postura fechando as partidas, comparado aos playoffs passado.” | ” |

### Los Angeles Clippers (2015-2017)
No dia 10 de julho de 2015, Pierce optou por não renovar com o Washington Wizards para voltar a trabalhar com seu ex-treinador no Boston Celtics, Doc Rivers, no Los Angeles Clippers. O acerto contratual - de U$S 10 milhões em duas temporadas - significou a primeira experiência de Pierce, em 16 anos de carreira, na Conferência Oeste; a oportunidade de atuar ao lado de estrelas como Chris Paul, Blake Griffin e DeAndre Jordan e de disputar uma temporada por uma franquia do Estado em que nasceu.

## Seleção dos Estados Unidos
Logo após a bela temporada pelo Boston Celtics, em 2002, Pierce foi convocado pelo técnico George Karl para integrar a seleção de basquete dos Estados Unidos - conhecida também por Dream Team - no Campeonato Mundial de Basquete, disputado em Indianápolis. Na competição, Pierce foi um dos únicos saldos positivos na campanha de sua seleção. Foi o cestinha dos Estados Unidos, com médias de 19.8 pontos por jogo. No entanto, a equipe acabou ficando com a sexta colocação, decepcionando os torcedores locais. No ano de 2006, foi novamente chamado, desta vez por Mike Krzyzewski, para participar do Campeonato Mundial de Basquete de 2006, no Japão. Porém, foi cortado devido a lesão que o sofreu na época.

## Vida pessoal
Pierce é casado com Julie Landrum e, desse compromisso, nasceram as meninas Prianna e Adrian, e o menino Prince.

### Incidente do esfaqueamento
No dia 25 de setembro de 2000, Pierce foi esfaqueado 11 vezes no rosto, pescoço e costas em uma boate. De acordo com as testemunhas, o incidente aconteceu na sala de piscina situada na parte de trás da boate e Pierce estava no Clube Buzz com vários amigos no momento do esfaqueamento. Ele foi levado por amigos para o hospital mais próximo, o New England Medical Center. O ocorrido aconteceu por volta das 01h00, e para sua sorte, ele usava uma jaqueta de ouro, que o ajudou a sair do local sem ferimentos mais graves. Pierce precisou passar por uma cirurgia de pulmão para reparar o dano. Na ocasião a notícia foi bastante repercutida e, em Boston, comparada com os casos de Len Bias e Reggie Lewis, esperanças de renovação da franquia.
Mesmo jovem - na época, tinha apenas 22 anos -, Pierce era considerado o principal jogador do Boston Celtics, equipe que defendia há cinco temporadas. Diante de todos esses problemas, Pierce ainda atuou em todas as 82 partidas da temporada de 2000-01. O agressor, identificado pela polícia como Trevor Watson, foi sentenciado pela polícia a 30 anos de prisão no ano de 2011. Em matéria sobre o acidente, Pierce comentou, anos depois, que jamais imaginaria que se tornaria o maior ídolo do Boston Celtics desde Larry Bird.

### The Truth
O apelido "The Truth" (em português, A verdade), foi concedido a Paul Pierce pelo ex-pivô do Los Angeles Lakers e Miami Heat, Shaquille O'Neal, em 13 de março de 2001. Na ocasião, a franquia californiana venceu o Boston Celtics em confronto válido pela temporada regular por 112 a 107. O desempenho de Pierce, no entanto, não passou em branco. Foram 42 pontos e um incrível aproveitamento de 13 arremessos convertidos em 19 tentativas. Ao fim do jogo, O'Neal chamou um repórter de Boston e gesticulou em direção ao seu bloco de notas.
| “ | “Meu nome é Shaquille O'Neal, e Paul Pierce é, na verdade, um filho da p***. Eu sabia que ele poderia jogar, mas eu não sabia que ele poderia jogar assim. Paul Pierce é A Verdade” | ” |

## Estatísticas na NBA
| † | Campeão da temporada da NBA |

### Temporada Regular
| Ano      | Equipe   | PJ   | PT   | MPJ  | AP   | 3P   | LL   | RT  | AS  | BR  | TO  | PPJ  |
| -------- | -------- | ---- | ---- | ---- | ---- | ---- | ---- | --- | --- | --- | --- | ---- |
| 1998-99  | Celtics  | 48   | 47   | 34.0 | .439 | .412 | .713 | 6.4 | 2.4 | 1.7 | 1.0 | 16.5 |
| 1999-00  | Celtics  | 73   | 72   | 35.4 | .442 | .343 | .798 | 5.4 | 3.0 | 2.1 | 0.8 | 19.5 |
| 2000-01  | Celtics  | 82   | 82   | 38.0 | .454 | .383 | .745 | 6.4 | 3.1 | 1.7 | 0.8 | 25.3 |
| 2001-02  | Celtics  | 82   | 82   | 40.3 | .442 | .404 | .809 | 6.9 | 3.2 | 1.9 | 1.0 | 26.1 |
| 2002-03  | Celtics  | 79   | 79   | 39.2 | .416 | .302 | .802 | 7.3 | 4.4 | 1.8 | 0.8 | 25.9 |
| 2003-04  | Celtics  | 80   | 80   | 38.7 | .402 | .299 | .819 | 6.5 | 5.1 | 1.6 | 0.7 | 23.0 |
| 2004-05  | Celtics  | 82   | 82   | 36.1 | .455 | .370 | .822 | 6.6 | 4.2 | 1.6 | 0.5 | 21.6 |
| 2005-06  | Celtics  | 79   | 79   | 39.0 | .471 | .354 | .772 | 6.7 | 4.7 | 1.4 | 0.4 | 26.8 |
| 2006-07  | Celtics  | 47   | 46   | 37.0 | .439 | .389 | .796 | 5.9 | 4.1 | 1.0 | 0.3 | 25.0 |
| 2007-08  | Celtics† | 80   | 80   | 35.9 | .464 | .392 | .843 | 5.1 | 4.5 | 1.3 | 0.5 | 19.6 |
| 2008-09  | Celtics  | 81   | 81   | 37.5 | .457 | .391 | .830 | 5.6 | 3.6 | 1.0 | 0.3 | 20.5 |
| 2009-10  | Celtics  | 71   | 71   | 34.0 | .472 | .414 | .852 | 4.4 | 3.1 | 1.2 | 0.4 | 18.3 |
| 2010-11  | Celtics  | 80   | 80   | 34.7 | .497 | .374 | .860 | 5.4 | 3.3 | 1.0 | 0.6 | 18.9 |
| 2011-12  | Celtics  | 61   | 61   | 34.0 | .443 | .366 | .852 | 5.2 | 4.5 | 1.1 | 0.4 | 19.4 |
| 2012-13  | Celtics  | 77   | 77   | 33.4 | .436 | .380 | .787 | 6.3 | 4.8 | 1.1 | 0.4 | 18.6 |
| Total    | Celtics  | 1102 | 1099 | 36.6 | .447 | .370 | .806 | 6.0 | 3.9 | 1.4 | 0.6 | 21.8 |
| 2013-14  | Nets     | 75   | 68   | 28.0 | .451 | .373 | .826 | 4.6 | 2.4 | 1.1 | 0.4 | 13.5 |
| 2014-15  | Wizards  | 73   | 73   | 26.5 | .447 | .389 | .781 | 4.0 | 2.0 | 0.6 | 0.3 | 11.9 |
| 2015-16  | Clippers | 68   | 38   | 18.1 | .363 | .310 | .818 | 2.7 | 1.0 | 0.5 | 0.3 | 6.1  |
| Carreira |          | 1318 | 1278 | 34.6 | .445 | .369 | .807 | 5.7 | 3.6 | 1.3 | 0.6 | 20.0 |
| All-Star |          | 10   | 0    | 13.6 | .456 | .188 | .727 | 2.6 | 1.8 | 1.2 | 0.1 | 9.6  |

### Playoffs
|  | MVP das finais |

| Ano      | Equipe   | PJ  | PT  | MPJ  | AP   | 3P   | LL   | RT  | AS  | BR  | TO  | PPJ  |
| -------- | -------- | --- | --- | ---- | ---- | ---- | ---- | --- | --- | --- | --- | ---- |
| 2001-02  | Celtics  | 16  | 16  | 42.0 | .403 | .288 | .764 | 8.6 | 4.1 | 1.7 | 1.3 | 24.6 |
| 2002-03  | Celtics  | 10  | 10  | 44.5 | .399 | .356 | .863 | 9.0 | 6.7 | 2.1 | 0.8 | 27.1 |
| 2003-04  | Celtics  | 4   | 4   | 40.5 | .342 | .294 | .839 | 8.8 | 2.5 | 1.3 | 1.0 | 20.8 |
| 2004-05  | Celtics  | 7   | 7   | 39.6 | .505 | .259 | .868 | 7.7 | 4.6 | 1.9 | 1.4 | 22.9 |
| 2007-08  | Celtics† | 26  | 26  | 38.1 | .441 | .361 | .802 | 5.0 | 4.6 | 1.1 | 0.3 | 19.7 |
| 2008-09  | Celtics  | 14  | 14  | 39.7 | .430 | .333 | .842 | 5.8 | 3.1 | 1.1 | 0.4 | 21.0 |
| 2009-10  | Celtics  | 24  | 24  | 38.8 | .438 | .392 | .824 | 6.0 | 3.4 | 1.0 | 0.6 | 18.8 |
| 2010-11  | Celtics  | 9   | 9   | 38.1 | .459 | .447 | .882 | 5.0 | 2.8 | 1.3 | 0.4 | 20.8 |
| 2011-12  | Celtics  | 20  | 20  | 38.9 | .386 | .310 | .894 | 6.1 | 3.1 | 1.5 | 0.9 | 18.9 |
| 2012-13  | Celtics  | 6   | 6   | 42.5 | .368 | .268 | .897 | 5.7 | 5.3 | 0.8 | 0.5 | 19.2 |
| Total    | Celtics  | 136 | 136 | 39.8 | .419 | .339 | .834 | 6.4 | 4.0 | 1.3 | 0.7 | 20.9 |
| 2013-14  | Nets     | 12  | 12  | 30.7 | .465 | .358 | .781 | 4.5 | 2.0 | 1.2 | 0.3 | 13.7 |
| 2014-15  | Wizards  | 10  | 10  | 29.8 | .485 | .524 | .850 | 4.2 | 0.9 | 0.6 | 0.7 | 14.6 |
| 2015-16  | Clippers | 5   | 1   | 10.8 | .167 | .200 | .850 | 1.2 | 0.2 | 0.4 | 0.0 | 1.2  |
| Carreira |          | 163 | 159 | 37.6 | .423 | .355 | .830 | 6.0 | 3.5 | 1.2 | 0.6 | 19.4 |

## Prêmios e Homenagens

### NBA
- Número aposentado nos Celtics: 34
- Campeão da NBA: 2007-08
  - NBA Finals Most Valuable Player Award (MVP das Finais): 2007-08
- 10 vezes NBA All-Star Game: 2001-02, 2002-03, 2003-04, 2004-05, 2005-06, 2007-08, 2008-09, 2009-10, 2010-11, 2011-12
- 4 vezes All-NBA Team:
  - Segundo Time: 2008-09
  - Terceiro Time: 2001-02, 2002-03, 2007-08
- NBA All-Rookie Team: 1998-99
- NBA Three-Point Contest Champion: 2009-10
- Líder em Pontos da Temporada Regular: 2001-02 (2.144)
- Líder em Lances Livres da Temporada Regular: 2002-03 (604)

### NCAA
- Nomeado integrante do 1° time All-America pela Associated Press após finalizar seu ano júnior na Universidade do Kansas
- Nomeado "Big Eight Freshman of the Year": em 1995-96
- MVP da Big 12 Conference Tournament: 1997 e 1998

### Outros
- Membro do Dream Team (Seleção Estadunidense de Basquete) no FIBA World Championship de 2002[61]
- Membro do Dream Team no FIBA World Championship de 2006 (não jogou por estar com uma lesão no cotovelo)

### Recordes pelo Boston Celtics
- Maior número de pontos em um jogo no TD Banknorth Garden: 50 (15 de fevereiro de 2006, vs. Cleveland Cavaliers)
- Maior número de pontos em um tempo: 46 (1 de dezembro de 2001, no segundo tempo, vs. New Jersey Nets)
- Maior número de pontos em uma prorrogação: 13 (1 de dezembro de 2001, vs. New Jersey Nets)
- Maior número de bolas de três convertidas: 1.578
- Maior número de tentativas de bolas de três: 4.273
- Maior número de lances livres convertidos: 5.808
- Maior número de tentativas de lances livres: 7.212
- Maior número de lances livres convertidos em um jogo: 20 (5 de novembro de 2005, vs. New York Knicks)
- Maior número de tentativas de lances livres: 24 (5 de novembro de 2005, vs. New York Knicks)
- Maior número de lances livres convertidos em um tempo: 14 (2 de março de 2001, vs. Utah Jazz)
- Maior número de lances livres convertidos em uma temporada: 627 (2005-06, superando seu próprio recorde de 604, em 2002-03)
- Maior número de tentativas de lances livres em uma temporada: 812 (2005-06, superando seu próprio recorde de 753 em 2002-03)
- Maior número de roubos de bola em um jogo: 9 (empatado com Larry Bird, em 3 de novembro de 1999, vs. Miami Heat)
- Maior número de pontos em um tempo de Playoffs: 32 (Jogo 4, 2003, vs. Indiana Pacers)
- Maior média de pontos de um mês: 33.5 ppg (fevereiro de 2006)
- Único jogador da história do Boston Celtics a liderar uma temporada em número de pontos: 2.144 (2001-02)
- Jogador mais velho do Celtics a marcar 40 pontos em um jogo: 35 anos, dois meses e seis dias (19 de dezembro de 2012, vs. Cleveland Cavaliers)
- 2° maior cestinha da história do Boston Celtics com 24.021 pontos, atrás apenas de John Havlicek (26.395 pontos)